# محمد حسن الفيتوري
محمد حسن الفيتوري هو أول طبيب عربي ليبي. ولد بمدينة زليتن الغرب بليبيا  عام 1882 و توفي في عام 1941. درس في المدارس القرآنية ثم التحق بالثانوية الرشيدية بطرابلس القديمة. استكمل دراسة الطب في تركيا و تخرج في عام 1906 و عاد إلى ليبيا عمل بعدها فترة في مدينة طرابلس  ثم عمل في المستشفى العسكري بمدينة بنغازي بدرجة ملازم طبيب و استقر فيها لفترة من الزمن ثم ذهب إلى تركيا مع انسحاب القوات التركية من مدينة بنغازي في عام 1911 بعد الغزو الإيطالي و ذهب بعد ذلك إلى سوريا و فلسطين مع القوات التركية توفي الطبيب في 15 - 11- 1941 و دفن في مقبرة سيدي عبيد في بنغازي.